# Ольястро-Чиленто
Ольястро-Чиленто (итал. Ogliastro Cilento) — коммуна в Италии, располагается в регионе Кампания, в провинции Салерно.
Население составляет 2199 человек, плотность населения составляет 169 чел./км². Занимает площадь 13 км². Почтовый индекс — 84061. Телефонный код — 0974.
Покровительницей коммуны почитается Пресвятая Богородица (Икона Божией Матери Доброго совета), празднование 26 апреля.